# Mistérios de Curitiba
Mistérios de Curitiba é um livro de contos escrito por Dalton Trevisan, publicado pela primeira vez em 1968 pela editora Record. Estes contos de Dalton Trevisan retratam os personagens e pequenos dramas de Curitiba, numa série de variações sobre o mesmo tema, o amor, sempre com sentido de humor, por vezes impiedoso.

## Personagens
Em todos os contos, o homem chama-se João e a mulher, Maria.